# Liste von Hinrichtungen jugendlicher Straftäter in den Vereinigten Staaten seit 1976
Dies ist eine Liste von jugendlichen Straftätern, die seit Wiedereinführung der Todesstrafe im Jahr 1976 in den Vereinigten Staaten durch ein Gericht zum Tode verurteilt und hingerichtet wurden und zum Zeitpunkt ihrer Tat noch nicht volljährig waren. Seit der Wiedereinführung der Todesstrafe wurden 22 Personen wegen Straftaten, die sie als Minderjähriger begangen hatten, hingerichtet.
Am 1. März 2005 entschied der Oberste Gerichtshof der Vereinigten Staaten, dass Todesurteile für noch nicht 18-jährige Straftäter eine grausame und ungewöhnliche Strafe nach dem 8. Zusatzartikel der US-amerikanischen Verfassung darstellen und somit nicht zulässig sind.

## Liste
| Nummer | Datum         | Name                            | Alter bei Exekution | Alter zur Tatzeit | „Rasse“ (Race) | Geschlecht | Staat          | Hinrichtungsart    | Quelle |
| ------ | ------------- | ------------------------------- | ------------------- | ----------------- | -------------- | ---------- | -------------- | ------------------ | ------ |
| 1      | 11. Sep. 1985 | Charles Francis Rumbaugh        | 28                  | 17                | Weißer         | Mann       | Texas          | Letale Injektion   | [ 1 ]  |
| 2      | 10. Jan. 1986 | James Terry Roach               | 25                  | 17                | Weißer         | Mann       | South Carolina | elektrischer Stuhl | [ 2 ]  |
| 3      | 15. Mai 1986  | Jay Kelly Pinkerton             | 24                  | 17                | Weißer         | Mann       | Texas          | Letale Injektion   | [ 3 ]  |
| 4      | 18. Mai 1990  | Dalton Prejean                  | 30                  | 17                | Afroamerikaner | Mann       | Louisiana      | elektrischer Stuhl | [ 4 ]  |
| 5      | 11. Feb. 1992 | Johnny Frank Garrett            | 28                  | 17                | Weißer         | Mann       | Texas          | Letale Injektion   | [ 5 ]  |
| 6      | 1. Juli 1993  | Curtis Paul Harris              | 31                  | 17                | Afroamerikaner | Mann       | Texas          | Letale Injektion   | [ 6 ]  |
| 7      | 28. Juli 1993 | Frederick Lashley               | 29                  | 17                | Afroamerikaner | Mann       | Missouri       | Letale Injektion   | [ 7 ]  |
| 8      | 24. Aug. 1993 | Ruben Montoya Cantu             | 26                  | 17                | Latino         | Mann       | Texas          | Letale Injektion   | [ 8 ]  |
| 9      | 7. Dez. 1993  | Christopher Burger              | 33                  | 17                | Weißer         | Mann       | Georgia        | elektrischer Stuhl | [ 9 ]  |
| 10     | 24. Apr. 1998 | Joseph John Cannon              | 38                  | 17                | Weißer         | Mann       | Texas          | Letale Injektion   | [ 10 ] |
| 11     | 18. Mai 1998  | Robert Anthony Carter           | 34                  | 17                | Afroamerikaner | Mann       | Texas          | Letale Injektion   | [ 11 ] |
| 12     | 14. Okt. 1998 | Dwayne Allen Wright             | 24                  | 17                | Afroamerikaner | Mann       | Virginia       | Letale Injektion   | [ 12 ] |
| 13     | 4. Feb. 1999  | Sean Richard Sellers            | 29                  | 16                | Weißer         | Mann       | Oklahoma       | Letale Injektion   | [ 13 ] |
| 14     | 10. Jan. 2000 | Douglas Christopher Thomas      | 26                  | 17                | Weißer         | Mann       | Virginia       | Letale Injektion   | [ 14 ] |
| 15     | 13. Jan. 2000 | Steve Edward Roach              | 23                  | 17                | Weißer         | Mann       | Virginia       | Letale Injektion   | [ 15 ] |
| 16     | 25. Jan. 2000 | Glen Charles McGinnis           | 27                  | 17                | Afroamerikaner | Mann       | Texas          | Letale Injektion   | [ 16 ] |
| 17     | 22. Juni 2000 | Gary Lee Graham (Shaka Sankofa) | 36                  | 17                | Afroamerikaner | Mann       | Texas          | Letale Injektion   | [ 17 ] |
| 18     | 22. Okt. 2001 | Gerald Lee Mitchell             | 33                  | 17                | Afroamerikaner | Mann       | Texas          | Letale Injektion   | [ 18 ] |
| 19     | 28. Mai 2002  | Napoleon Beazley                | 25                  | 17                | Afroamerikaner | Mann       | Texas          | Letale Injektion   | [ 19 ] |
| 20     | 8. Aug. 2002  | T. J. Jones                     | 25                  | 17                | Afroamerikaner | Mann       | Texas          | Letale Injektion   | [ 20 ] |
| 21     | 28. Aug. 2002 | Toronto Markkey Patterson       | 24                  | 17                | Afroamerikaner | Mann       | Texas          | Letale Injektion   | [ 21 ] |
| 22     | 3. Apr. 2003  | Scott Allen Hain                | 32                  | 17                | Weißer         | Mann       | Oklahoma       | Letale Injektion   | [ 22 ] |

## Übersicht nach Jahr und Staat
|          | MO | GA | LA | OK | SC | TX | VA | Personen |
| -------- | -- | -- | -- | -- | -- | -- | -- | -------- |
| 1985     |    |    |    |    |    | 1  |    | 1        |
| 1986     |    |    |    |    | 1  | 1  |    | 2        |
| 1990     |    |    | 1  |    |    |    |    | 1        |
| 1992     |    |    |    |    |    | 1  |    | 1        |
| 1993     | 1  | 1  |    |    |    | 2  |    | 4        |
| 1998     |    |    |    |    |    | 2  | 1  | 3        |
| 1999     |    |    |    | 1  |    |    |    | 1        |
| 2000     |    |    |    |    |    | 2  | 2  | 4        |
| 2001     |    |    |    |    |    | 1  |    | 1        |
| 2002     |    |    |    |    |    | 3  |    | 3        |
| 2003     |    |    |    | 1  |    |    |    | 1        |
| Personen | 1  | 1  | 1  | 2  | 1  | 13 | 3  | 22       |

## Sonstiges
Der Fall Johnny Garrett war Thema des Dokumentarfilms The Last Word aus dem Jahre 2008. Garrett war mit großer Wahrscheinlichkeit unschuldig hingerichtet worden.